# Râul Șincai
Râul Șincai este un curs de apă, afluent al râului Lechința. 

## Hărți
- Harta județului Mureș